# Sri Nagar
Sri Nagar (Nepali श्रीनगर, englisch Shreenagar) war ein Village Development Committee (VDC) im nepalesischen Distrikt Mugu.
Bei der Volkszählung 2011 hatte Sri Nagar 3906 Einwohner (davon 2017 männlich) in 772 Haushalten. Im Jahr 2001 betrug die Einwohnerzahl noch 2972.
Im Zuge der Neustrukturierung der lokalen Ebene und der Schaffung der Gaunpalikas (Landgemeinden) durch Zusammenlegung und Abschaffung der Village Development Committees am 10. März 2017 wurde Sri Nagar in die neu geschaffene Stadt Chhayanath Rara eingemeindet.
Im Hauptort des VDC, Gamgadhi, befindet sich auch nach Auflösung des VDC die Distriktverwaltung. Gamgadhi liegt auf einer Höhe von 2100 m. Der Ort liegt auf einem Höhenrücken südlich des Flusstals der Mugu Karnali. Der Rarasee liegt 4 km westlich von Gamgadhi.

## Verkehr
3 km südlich von Gamgadhi befindet sich der Flugplatz Talcha Airport.